# One Touch of Venus

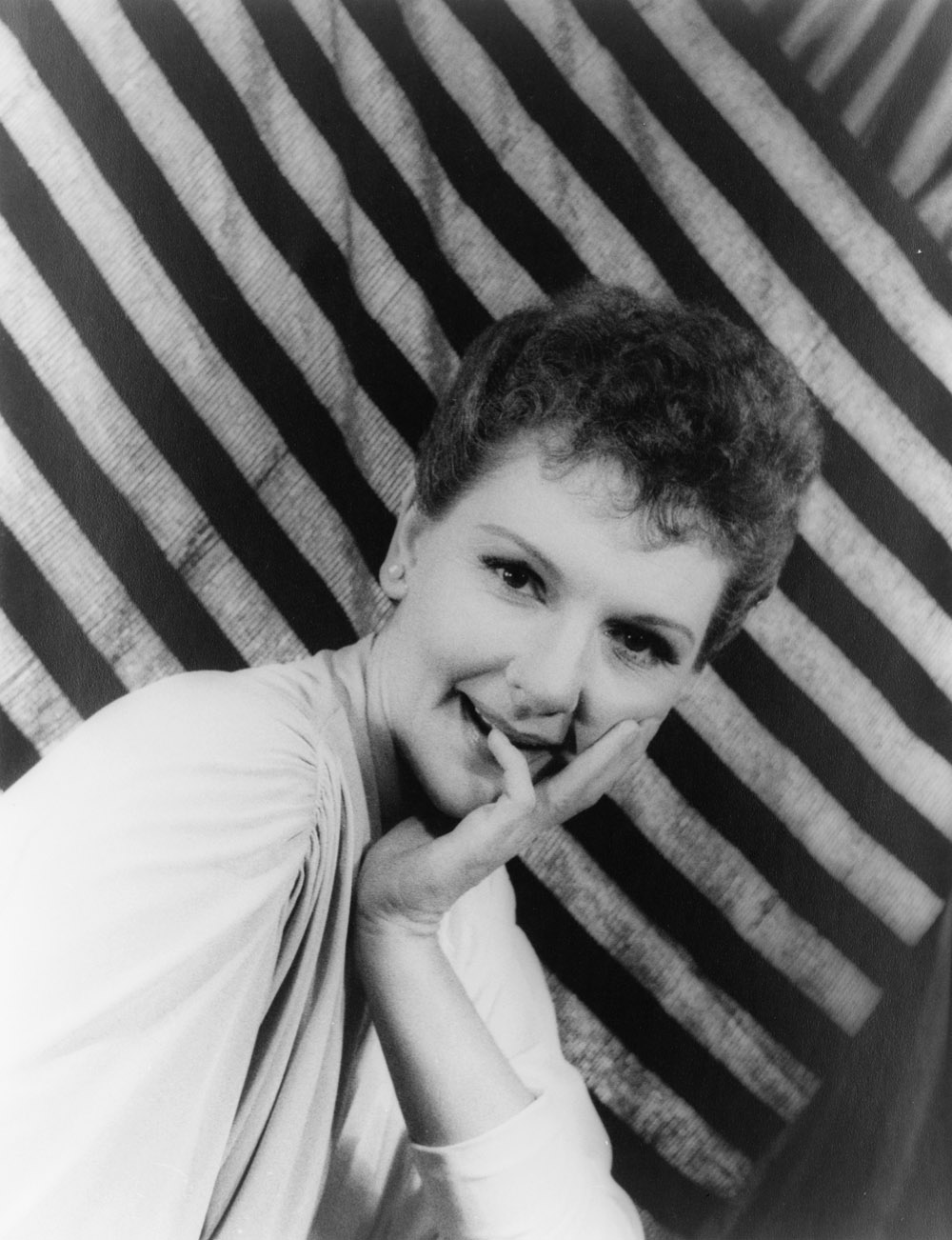
Mary Martin spielte 1943 die Hauptrolle in dem Broadway-Musical im New Yorker Imperial Theatre

One Touch of Venus ist ein Musical von Kurt Weill (Musik) und Ogden Nash (Liedtexte). Das Buch stammt von S. J. Perelman und Ogden Nash nach der vom Pygmalion-Stoff inspirierten Erzählung The Tinted Venus von F. Anstey (Pseudonym von Thomas Anstey Guthrie). Die Uraufführung fand am 7. Oktober 1943 im Imperial Theatre in New York statt. Regie führte Elia Kazan, die Rolle der Venus wurde von Mary Martin gespielt und die musikalische Leitung hatte Maurice Abravanel. Das Musical war mit 567 Aufführungen Weills erfolgreichste Broadway-Show.
One Touch of Venus (Ein Hauch von Venus) hatte seine deutschsprachige Erstaufführung am 17. Juni 1994 im Meininger Theater, in einer Übersetzung von Richard Emanuel Weihe. 1998 zeigte das Theater Freiburg das Musical in einer Übersetzung von Markus Kupferblum und Richard Weihe. 2001 folgte eine Produktion in Berlin mit Marianne Rosenberg in der Titelrolle. 2011 wurde das Musical Abschlussprojekt der Studierenden im Studiengang Musical der Folkwang Universität der Künste Essen inszeniert (Premiere am 28. Mai 2011 im Bayer Erholungshaus, Leverkusen; Neuübersetzung der Dialoge: Sabine Ruflair). Eine neue deutsche Fassung von Roman Hinze läuft seit dem 22. Juni 2019 an der Staatsoperette Dresden (Inszenierung: Matthias Davids, musikalische Leitung: Peter Christian Feigel) und ist als Live-Mitschnitt und erste deutschsprachige Gesamtaufnahme auch auf CD erschienen. Die österreichische Erstaufführung feierte am 17. Dezember 2022 an der Oper Graz Premiere. Am 17. Mai 2025 erfolgte eine weitere Inszenierung am Schleswig-Holsteinischem Landestheater.

## Handlung
Als der Friseur Rodney Hatch auf gewerblichem Hausbesuch bei dem Kunstsammler und Kunstakademie-Präsidenten Whitelaw Savory ist, schwärmt ihm dieser von seiner Neuerwerbung, einer griechisch-antiken Venus-Statue, vor.
In einem unbeobachteten Moment steckt Rodney der Statue den eigentlich für seine Verlobte Gloria gedachten Verlobungsring an, wodurch die Venus-Statue zum Leben erwacht. Sie verliebt sich sogleich in den erstbesten Anwesenden, in Rodney. Der versucht vergebens, vor der liebestollen Venus zu fliehen – die Verwicklungen beginnen: Das Verschwinden der Statue wird Rodney als Diebstahl angelastet, Venus verfrachtet Gloria, ihre Konkurrentin in Liebessachen, an den Nordpol, woraufhin Rodney unter Mordverdacht und ins Gefängnis gerät. Von dort wird er durch Venus befreit, verbringt eine Liebesnacht mit ihr und wird schließlich von der zurück gezauberten Gloria verlassen.
Nun, wo Rodney frei und selber bis über beide Ohren verliebt ist, kommen Venus Zweifel, ob ihr wohl an der Seite dieses Mannes ein göttliches Leben vergönnt sein könne. So kehrt sie auf ihr Podest zurück und wird wieder zu Marmor.

## Bekannte Musiknummern
- Speak Low
- How Much I Love You
- That’s Him
- I’m a Stranger Here Myself
- Forty Minutes for Lunch (Ballett)
- Venus in Ozone Heights (Ballett)

## Verfilmung
Die gleichnamige Verfilmung von 1948 von William A. Seiter mit Ava Gardner basiert auf dem Musical und wurde musikalisch von Ann Ronell eingerichtet.